# فینال جام حذفی فوتبال انگلستان ۲۰۰۳
فینال جام حذفی فوتبال انگلستان ۲۰۰۳، رقابت پایانی جام حذفی فوتبال انگلستان در سال ۲۰۰۳ میلادی است که مابین دو تیم باشگاه فوتبال آرسنال و باشگاه فوتبال ساوت‌همپتون در ورزشگاه میلنیوم کاردیف برگزار شده‌است.
این مسابقه که در تاریخ ۱۷ مه ۲۰۰۳ انجام شده‌است با نتیجه ۱ بر ۰ به سود تیم باشگاه فوتبال آرسنال به پایان رسید.

## خلاصه بازی
ارسنال ۱ ۰ ساوتهمپتون 
رابرت پیرس ۳۴'